# Martin Petrov
Martin Petjov Petrov (Bulgaars: Мартин Петьов Петров) (Vratsa, 15 januari 1979) is een Bulgaars betaald voetballer die bij voorkeur als vleugelaanvaller speelt. Hij tekende in januari 2013 een contract voor 6 maanden bij Espanyol, dat hem transfervrij overnam van Bolton Wanderers. Bolton nam hem op zijn beurt in juli 2010 transfervrij over van Manchester City. In juni 1999 maakte hij zijn debuut in het Bulgaars voetbalelftal, waarvoor hij in totaal 90 interlands speelde.

## Clubcarrière
Petrov begon met voetballen bij Botev Vratsa in zijn woonplaats destijds. Daar wordt hij opgepikt door de Bulgaarse meervoudig kampioen CSKA Sofia, waarvoor hij twee seizoenen speelde. Daarin won hij het landskampioenschap en de Bulgaarse nationale beker. In 1998 werd hij aangetrokken door Servette FC. Dat zag hem aan het werk in de UEFA Cup-duels tegen hen. In zijn eerste seizoen won hij met Servette de Zwitserse titel. Na drie seizoenen reist hij door naar VfL Wolfsburg. Daar was hij vier seizoenen basisspeler tot Atlético Madrid hem voor € 12.000.000,- overnam. Zijn eerste seizoen in Madrid verliepen moeizamer dan gewoonlijk en op den duur floot het thuispubliek hem uit. In zijn tweede seizoen bloeide hij niettemin op tot hij in oktober 2006 zijn enkelbanden scheurde en voor langere tijd uitgeschakeld was. In de zomer van 2007 werd Petrov voor € 7.000.000,- verkocht aan Manchester City FC. In juli 2010 nam Bolton Wanderers hem transfervrij over. Met die club degradeerde hij in 2012 naar de Championship. Op 14 januari 2013 nam Espanyol Petrov transfervrij over.

## Interlandcarrière
Petrov debuteerde in 1999 tegen Engeland (1-1) in het Bulgaarse nationale team. Daarvoor speelde hij onder meer alle duels op het Europees kampioenschap voetbal 2004. Op 6 september 2011 speelde hij zijn laatste interland tegen Zwitserland (3-1 verlies). In totaal scoorde hij 19 keer in 90 interlands.

## Statistieken
| seizoen    | club             | land                 | competitie                    | wed. | goals |
| ---------- | ---------------- | -------------------- | ----------------------------- | ---- | ----- |
| 1995/96    | Botev Vratsa     | Vlag van Bulgarije   | V Football Group              | 18   | 4     |
| 1996/97    | CSKA Sofia       | Vlag van Bulgarije   | Professional A Football Group | 3    | 0     |
| 1997/98    | CSKA Sofia       | Vlag van Bulgarije   | Professional A Football Group | 4    | 0     |
| 1998/99    | CSKA Sofia       | Vlag van Bulgarije   | Professional A Football Group | 12   | 3     |
| 1998/99    | Servette FC      | Vlag van Zwitserland | Ligue Nationale A             | 12   | 2     |
| 1999/00    | Servette FC      | Vlag van Zwitserland | Ligue Nationale A             | 31   | 9     |
| 2000/01    | Servette FC      | Vlag van Zwitserland | Ligue Nationale A             | 32   | 11    |
| 2001/02    | VfL Wolfsburg    | Vlag van Duitsland   | Bundesliga                    | 32   | 6     |
| 2002/03    | VfL Wolfsburg    | Vlag van Duitsland   | Bundesliga                    | 26   | 2     |
| 2003/04    | VfL Wolfsburg    | Vlag van Duitsland   | Bundesliga                    | 28   | 8     |
| 2004/05    | VfL Wolfsburg    | Vlag van Duitsland   | Bundesliga                    | 30   | 12    |
| 2005/06    | Atlético Madrid  | Vlag van Spanje      | Primera División              | 36   | 1     |
| 2006/07    | Atlético Madrid  | Vlag van Spanje      | Primera División              | 13   | 2     |
| 2007/08    | Manchester City  | Vlag van Engeland    | Premier League                | 34   | 5     |
| 2008/09    | Manchester City  | Vlag van Engeland    | Premier League                | 10   | 0     |
| 2009/10    | Manchester City  | Vlag van Engeland    | Premier League                | 17   | 4     |
| 2010/11    | Bolton Wanderers | Vlag van Engeland    | Premier League                | 22   | 3     |
| 2011/12    | Bolton Wanderers | Vlag van Engeland    | Premier League                | 1    | 0     |
| Bijgewerkt | 18-08-2011       |                      |                               |      |       |

## Erelijst
Servette FC
- Zwitsers landskampioen

1999
- Zwitserse beker

2001